# Paradigma DRM
Il paradigma DRM è l'acronimo del nome degli autori che lo hanno creato: Deese, Roediger, McDermott. È un aspetto della psicologia cognitiva e delle neuroscienze che studia le illusioni di memoria, queste illusioni possono verificarsi per figure di oggetti e per parole. Questo paradigma di induzione di falsa memoria è basato sulla convergenza di più associazioni semantiche su una sola parola.

## La storia
Le prime osservazioni sul fenomeno sono opera di uno studioso statunitense Kirkpatrick (1894), che in uno dei suoi esperimenti, ha verificato che i soggetti, ai quali aveva presentato una lista di parole e chiesto poi di ricordarla, facevano associazioni semantiche riferendo parole non presenti nella lista. 
Il DRM ha avuto due versioni diverse: la prima, nel 1959, realizzata da Deese; la seconda modificata nel 1995 da Roediger e McDermott.

### Prima versione, Deese
La prima versione realizzata comprendeva due fasi:
- Fase 1: il primo compito era quello di leggere al soggetto una lista di dodici parole tutte in qualche modo associate tra loro e semanticamente simili ad una parola che non veniva letta.

(esempio, lista di parole: foglia, acqua, verde, albero, radice, pioggia, terra, cielo, fiore, erba, vegetazione, flora. Ogni parola converge semanticamente sulla parola natura, chiamata "parola critica", non presente nella lista).
- Fase 2: in questa fase i soggetti dovevano solo ricordare quali parole avevano letto nella lista precedente. Il risultato fu chiaro, al comando di richiamo: "mi dica le parole che si ricorda di aver ascoltato nella lista" molti soggetti riportavano un'alta percentuale di falsi richiami, infatti il 44% dei soggetti aveva ricordato (erroneamente) di aver ascoltato la parola "natura". La falsa memoria era prodotta dal forte legame semantico che associava le parole della lista alla parola critica.

### Versione attuale
Negli anni 90 due ricercatori statunitensi Henry Roediger e Kathleen McDermott hanno modificato e creato la versione attuale
- Fase 1: ai soggetti vengono lette liste di quindici parole da memorizzare, tutte associate ad una parola critica.
- Fase 2: i soggetti, i quali hanno cercato di memorizzare più parole possibili, devono riscrivere le parole che ricordano meglio, cercando di essere precisi.

Gli aspetti diversi rispetto alla versione di Deese sono:
- Fase 3, chiamata compito di memoria di riconoscimento: dopo cicli di "studio-richiamo" vengono inserite nelle liste parole "nuove" e parole "critiche". Successivamente viene chiesto al soggetto di indicare per ciascuna parola se è "vecchia" o "nuova" e se riconosciuta come "vecchia" viene chiesto di dare un giudizio Ricordo/Conosco;[3]

"Ricordo" significa che il soggetto è in grado di rievocare particolari relativi alla lettura di quella parola, per esempio la voce dello sperimentatore, il colore della parola scritta ecc.."Conosco" significa che si ricorda la lettura della parola in questione ma non si è capaci di menzionare alcun dettaglio. 
A conclusione della sperimentazione gli autori constatarono che al momento del richiamo libero, la percentuale di falsi richiami per la "parola critica", fu del 55%. Al compito di memoria del falso riconoscimento della parola critica la percentuale salì all'81%.
Grazie a questi risultati il paradigma DRM è considerato, tra tutti i modi di induzione di falsi ricordi, il più utile ed efficace.

## Perché nascono le false memorie al DRM

### Ipotesi dell'Attivazione-Monitoraggio
Questa ipotesi, proposta da Roediger e McDermott, sostiene che ci siano meccanismi di tipo associativo-semantico come l'attivazione e il monitoraggio
- Attivazione: si nota che al momento dell'ascolto il soggetto crede di aver sentito anche la parola critica, questo succede perché << la memoria semantica è organizzata secondo una rete, per cui la stimolazione di nodi-concetti uniti tra loro causa una diffusione dell'attivazione anche al nodo della parola critica non citata >>[2] .
- Monitoraggio: In fase di recupero il soggetto mentre sta pensando a quali parole ha sentito o letto, crede falsamente che sia presente anche la parola critica.

Il tutto potrebbe dipendere da un collegamento sbagliato tra la fonte interna (attivazione mentale) e la fonte esterna (ascolto delle parole).

### Ipotesi della Distintività
Questa ipotesi, introdotta da Schacter, si basa sul modello della Traccia confusa
, secondo il quale al momento della codifica della parola vengono create due tracce di memoria, una riferita alle caratteristiche superficiali, sensoriali dello stimolo, ad esempio la posizione specifica nella lista, chiamata verbatim e una relativa agli aspetti semantici del significato, più astratti, chiamata gist.
Quando si ricordano le caratteristiche comuni a più stimoli e si trascurano i dettagli che rendono unica ciascuna parola è infatti più facile scambiare per "vecchio" uno stimolo "nuovo" che è semanticamente associato ad uno stimolo "vecchio".

## Resistere alle false memorie al DRM
Recenti studi hanno dimostrato che è possibile sottrarsi all'effetto delle false memorie al paradigma DRM, i principali fattori di protezione identificati sono due: gli avvertimenti e la codifica distintiva.

### Avvertimenti
Per ridurre i rischi di false memorie sarebbe utile ricevere avvertimenti da parte dei ricercatori, ciò consisterebbe nel dire qual è l'obiettivo delle liste del paradigma DRM, ovvero che tutte le parole rimandano ad una parola critica, così che il soggetto possa adottare un metodo di identificazione della parola in questione ed esclusione delle altre.
Le persone avvertite del tranello codificano le liste in modo strategico, cercando di identificare le parole critiche; inoltre il ricordo corretto dell'etichettatura della parola critica come parola non presente permette di escludere di averla ascoltata. Con tale tecnica il rischio di commettere una falsa memoria si riduce.

### Codifica distintiva
Il secondo fattore per ridurre il rischio di false memorie è la presenza di una codifica distintiva, ovvero relativa a quei dettagli che rendono una parola "unica", ad esempio fondamentale potrebbe essete scrivere le parole con colori diversi, così sarebbero ricordate più facilmente, oppure abbinare le parole alla figure corrispondenti.
Codificare in maniera distintiva le parole di una lista permette di resistere meglio agli errori nei ricordi e alle false memorie.

## Risultati
I metodi e le strategie fornite da queste sperimentazioni sono utili per conoscere l'argomento delle false memorie e ridurne il rischio nella vita quotidiana. Effettuare, ad esempio, una codifica distintiva della lista della spesa, permette di resistere alle distorsioni del ricordo e subire meno false memorie.